# Corinne Le Quéré
Corinne Le Quéré (julio de 1966) es una científica meteoróloga, y oceanógrafa franco-canadiense. Es profesora  de Ciencia de Cambio Climático y Política en la Universidad de Anglia del Este y Directora del Centro Tyndall de Estudios sobre Cambio Climático.

## Educación
Le Quéré obtuvo su título de grado en física por la Universidad de Montreal, una maestría en Ciencias Atmosféricas y Oceánicas por la Universidad McGill, y un doctorado en oceanografía por la Universidad Pierre y Marie Curie París VI.

## Carrera e investigaciones
Fue catedrática del Proyecto de Carbono Global (GCP) de 2009 a 2013.  Desde 2014 ha sido miembro del Comité Científico de la Plataforma de Tierra Futura para estudios de sostenibilidad. Dentro del GCP,  inició y dirigió la publicación anual del presupuesto de carbono global.

## Honores y premios
En 2016 fue elegida miembro de la Royal Society
En 2012, se le otorgó el Premio Claude Berthault de la Academia Francesa de Ciencias, la primera galardonada con la Medalla Copérnico Gesellschaft e. V. En 2013/2014, fue conferencista del anual Bolin en la Universidad de Estocolmo en 2014.
Está considerada entre las veinte importantes científicas que debaten sobre cambio climático en el "Road to París".